# Kuhitangia
Kuhitangia é um género botânico pertencente à família Caryophyllaceae.